# アントニー・ルオー
アントニー・ルオー（Anthony Rouault、2001年5月29日 - ）は、フランス・ヴィルヌーヴ＝シュル＝ロット出身のサッカー選手。ブンデスリーガ・VfBシュトゥットガルト所属。ポジションはDF。

## 経歴
2016年にトゥールーズFCの下部組織へ入団し、2020年10月17日、リーグ・ドゥのACアジャクシオ戦にて、先発フル出場してトップチームデビューを飾り、1-0での無失点勝利に貢献した。以降徐々に出場機会を伸ばして経験を積み、2020-21シーズン終了後にクラブとの契約を2024年6月末まで延長した。
2023年9月1日、ブンデスリーガに所属していたVfBシュトゥットガルトへ1シーズンのレンタル移籍が発表された。

## タイトル

### クラブ
トゥールーズ
- リーグ・ドゥ : 1回 (2021-22)
- クープ・ドゥ・フランス : 1回 (2022-23)

### 個人
- リーグ・ドゥ年間最優秀チーム : 1回 (2021-22)